# Someren
Someren est une commune et un village des Pays-Bas de la province du Brabant-Septentrional.

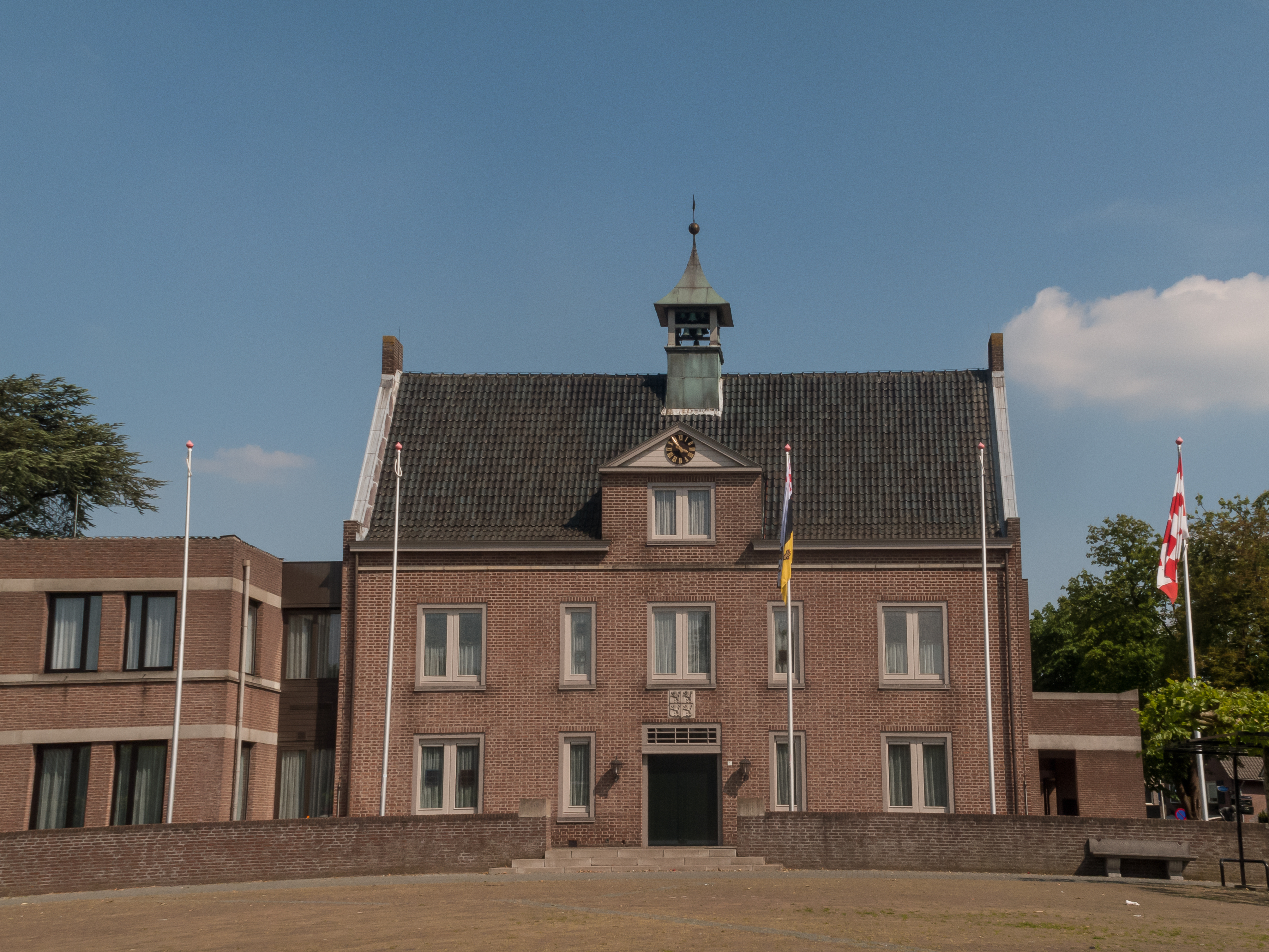
Someren, hôtel de ville.

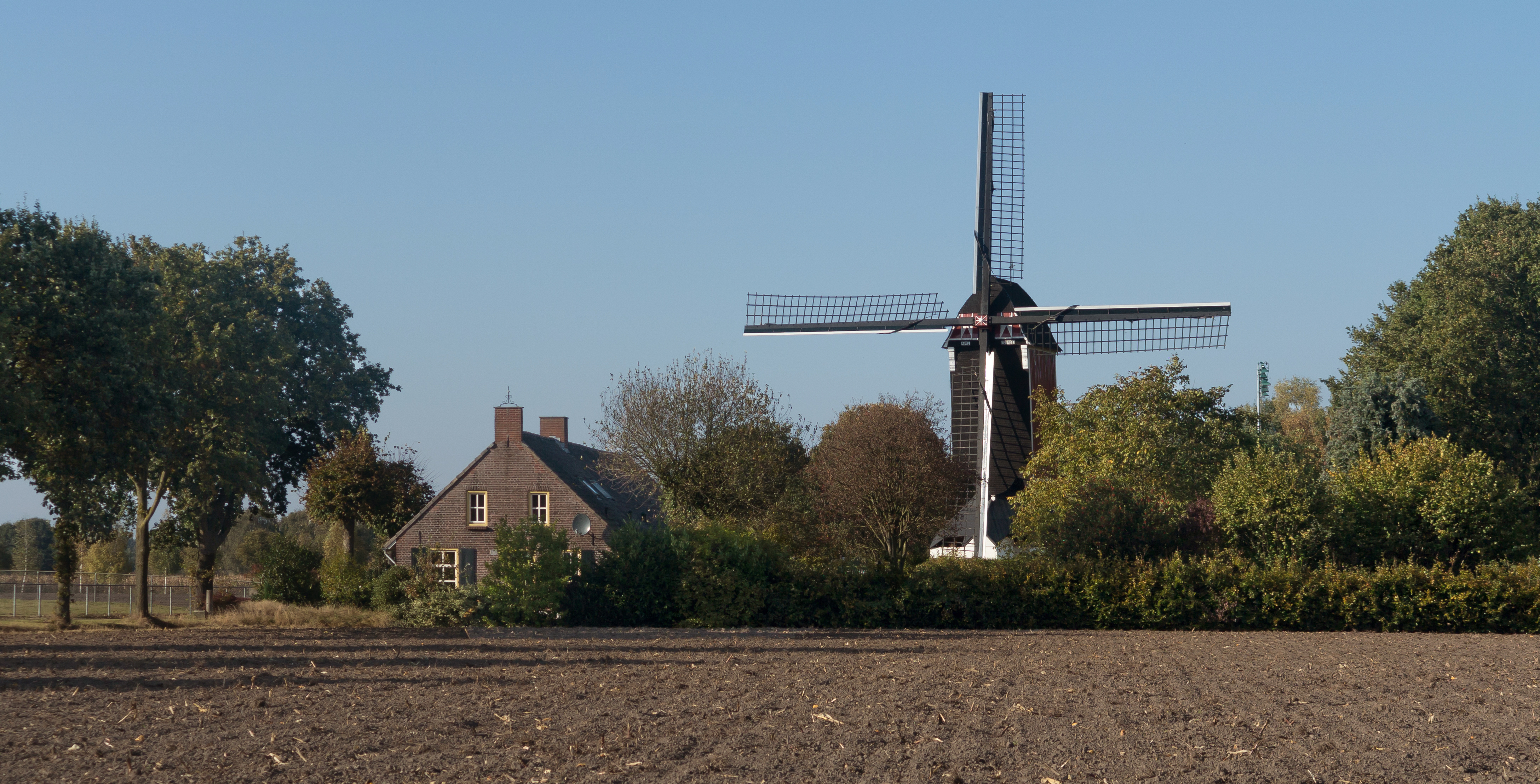
Someren, moulin : standerdmolen Den Evert.

## Localités
- Lierop
- Someren
- Someren-Eind
- Someren-Heide